# マジョーラ

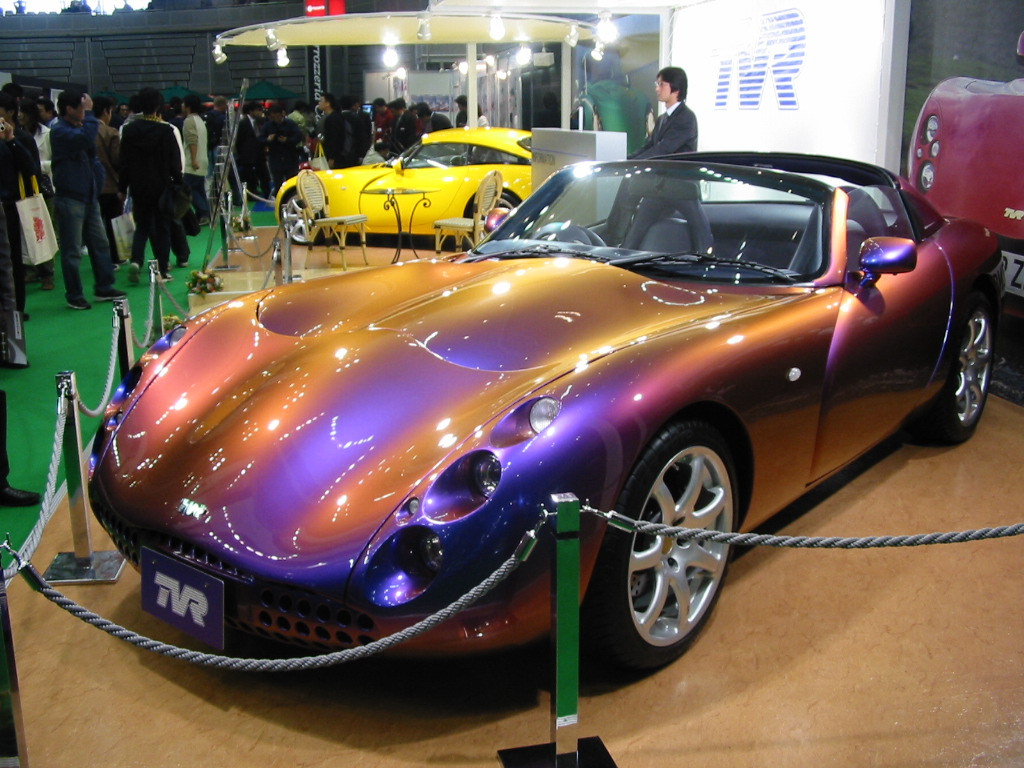
マジョーラを採用したTVR・タスカン

マジョーラ (MAZIORA) とは、日本ペイントが開発・発売する分光性塗料。同社の登録商標である。

## 概要
マジョーラは、見る角度や光の当たり方により、様々な色に変化する分光性塗料である。名称は造語であり、ラテン語で魔法を意味する単語"MAGIA"（マギア）と、自然界で見られるカラーシフト現象の"AURORA"（オーロラ）を組み合わせたものである。現在、自動車用塗料は日本ペイントのブランド「アドミラ」シリーズとして、またプラモデル用塗料はGSIクレオスから発売されている。

## 構造
マジョーラでは、使用されているクロマフレア顔料を五層構造にし、光は表面層で約50%、残りの約50%が中央層のオペイク・リフレクター・メタル (Opaque Reflector Metal) で反射するように作られている。この分光効果で干渉波長（決まった色の波長）が発生し、視覚化される。入射角度が異なれば、発生する波長も変わり、異なった色を視覚化することになる。

## カラーラインナップ
コスモコレクション
- アンドロメダ（グリーン/パープル）
- プレアデスII（ブルー/レッド）
- マゼラン（ゴールド/シルバー）
- セイファート（シルバー/グリーン）
- トラペジウム（マゼンタ/ゴールド）
- アンドロメダII（シアン/パープル）

ジュエルコレクション
- ルビー（ルージュ/オレンジ）
- サファイア（ブルー/バイオレット）
- トルマリーン（パープルブルー/アップルグリーン）
- アメジストII（ローズ/ディープブルー）
- エメラルド（オリエントブルーパープル）
- ペリドット（グリーン/ゴールド）

ダークネスコレクション
- メフィスト（グリーン/パープル）
- アスラII（ブルー/レッド）
- ルシファー（グリーン/ダークシルバー）

エンジェルコレクション
- ミカエル（グレー/パープル）
- ラファエロ（マゼンタ/ゴールド）
- ガブリエル（グリーン/パープル）

アルプスコレクション
- エベレスト（ピンク/グリーン）
- マッキンリー（グリーン/ピンク）
- マッターホルン（ブルー/アイボリー）

ファラオコレクション
- ツタンカーメン（ゴールド/ナイルグレー）
- ホルス（ゴールド/ナイルグリーン）

パフォーマーズコレクション
- マックスエロー（イエロー）
- ギャラクシー（フレイクスモール）
- ギャラクシーII（フレイクラージ）
- スパークリングボルケイノ（グラスレッド）
- スパークリングフォレスト（グラスグリーン）
- スパークリングミッドナイト（グラスバイオレット）

## 備考

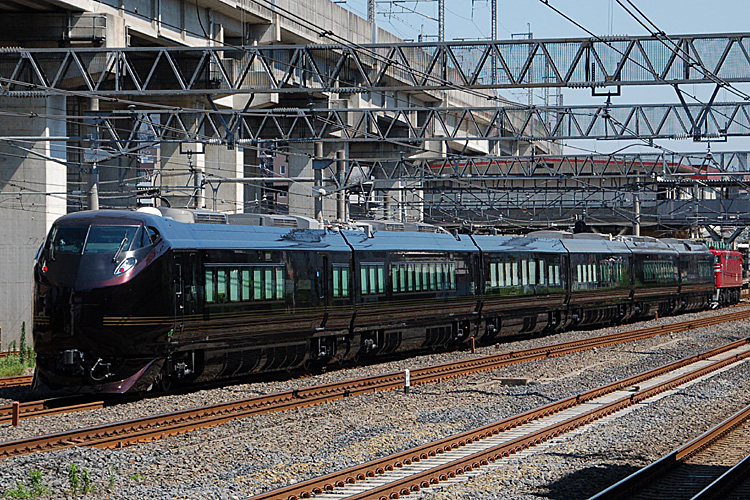
マジョーラを採用したJR東日本E655系電車

- 1998年のフォーミュラ・ニッポンに「MAZIORA TEAM IMPUL」として参戦。メインスポンサーは1998年のみだが、翌1999年までマシンはマジョーラでフル塗装された。2009年のシリーズ終盤には、同じフォーミュラ・ニッポンのKONDO RACINGのスポンサーとなり、マシンの一部がマジョーラで塗装された。現在は、スーパー耐久などでマジョーラカラーのマシンを見ることができる。
- 日産自動車のエルグランドやセレナなど一部車種に設定されている「ミスティックブラックパール」もマジョーラ塗装となっている。ほかにもスカイラインGT-RのBCNR33型、R35型GT-R、RZ34型フェアレディZに用意された「ミッドナイトパープル」、BNR34型に用意された「ミッドナイトパープルⅡ」、「ミッドナイトパープルⅢ」も公式では発表されていないがマジョーラ塗装と言われている。補足だが同じく日産自動車のジュークにも「ミッドナイトブルーパープルⅢ」をイメージした「ミッドナイトブルーパープルⅣ」を用意した300台限定車が発売された。
- セガの家庭用ゲーム機ドリームキャストにも500台限定でマジョーラカラーモデルが製造され販売された。アンドロメダを使用。平忠彦氏プロデュース。1999年8月1日発売。
- 特撮テレビドラマ『仮面ライダー響鬼』（2005年）で主役スーツの塗装に採用され、引き続き後番組の『仮面ライダーカブト』（2006年）、『仮面ライダー電王』（2007年）でも採用された。なお、映像作品での採用は『響鬼』が初というわけではなく、先例としては特撮怪獣映画『モスラ3 キングギドラ来襲』（1998年）のキングギドラの塗装が挙げられる。
- 携帯電話ではKDDI／沖縄セルラー電話のauブランド向けの日立コンシューマエレクトロニクス製端末「W43H」（2006年秋冬モデル）のミスティックバイオレットおよび「W53H」（2007年秋冬モデル）のユーロパープル、「W62H」（2008年夏モデル）のフラッシュシルバー、「W63H」（2008年秋冬モデル）のサファイアブラック、「H001」（2009年春モデル）のネオンパープルが、それぞれマジョーラ塗装を採用している。
- 鉄道車両では、JR東日本の「なごみ（和）」ことE655系電車（2007年）および新幹線試作車「FASTECH 360」ことE954形とE955形がマジョーラ塗装を採用している。「なごみ（和）」の塗料は特別に調色されたもので市販されていないが、KATOが発売した同車両の鉄道模型では同様のマジョーラ塗装が再現されている[1]。
- バスでは両備バスが、マジョーラ塗装の三菱ふそう・エアロバスを導入しているほか、香港の九龍バスにも、マジョーラ塗装のダブルデッカー路線バスが導入されている。
- 楽器においては、Janne Da Arcのギタリスト・you、ベーシストのka-yu、ドラマーのshujiの機材には、マジョーラが塗装されている。T-SQUAREの歴代サクソフォーン奏者3人 伊東たけし、本田雅人、宮崎隆睦が、マジョーラで塗装されたEWIを使用している。
- 大平技研が製作したプラネタリウム・メガスターIIの恒星球の塗装に、マジョーラが使用されている。